# オークリー・パーク
オークリー・パーク（Oakleigh Park）は、ロンドンのバーネット・ロンドン特別区にある地域である。オークリー・パークは、ウェットストーンに隣接しているため、しばしばウェットストーンの一部とされるが、自身の駅がある。

## 近隣地区
- トッテリッジ
- ウッドサイド・パーク
- ブランスウィック・パーク
- ウェットストーン (ロンドン)
- バーネット・フレアン
- ノース・フィンチリー
- イースト・バーネット
- ニュー・バーネット
- オシッジ
- サウスゲイト
- コックフォスターズ